# Somatogyrus parvulus
The sparrow pebblesnail (Somatogyrus parvulus) là một loài động vật chân bụng thuộc họ Hydrobiidae. Đây là loài đặc hữu của Hoa Kỳ. Môi trường sống tự nhiên của chúng là sông ngòi.